# International Ship Suppliers Association
ISSA (Międzynarodowe Zrzeszenie Dostawców Okrętowych, ang. International Ship Suppliers Association) – organizacja międzynarodowa zrzeszająca przedsiębiorstwa zajmujące się zaopatrzeniem statków morskich. Zrzesza około 2000 dostawców na całym świecie.